# 고쿠라역
고쿠라역(일본어: 小倉駅)은 일본 후쿠오카현 기타큐슈시 고쿠라기타구에 위치한 서일본 여객철도, 규슈 여객철도 소속의 철도역이며, 산요 신칸센, 가고시마 본선의 정차역이자, 닛포 본선의 종착역이다. 또는 북큐슈 모노레일의 종착역이 바로 고쿠라 역이다. JR 스테이션 호텔 고쿠라가 역 내 빌딩에 위치해있고, 인근에 고쿠라성과 리버워크 기타큐슈, 그리고 NHK 기타큐슈 방송국이 자리잡고
있다. 또한 서일본 국제전시장과 기타큐슈 국제회의장등이 인근해 위치해 있으며, 북큐슈 권역내 교통의 요충지 역할을 톡톡히 하고 있다.

## 개요
규슈의 관문인 기타큐슈시의 핵심 철도역이며, 혼슈와 규슈가 서로 만나는 지점의 기능을 가지고 있으며, 산요 신칸센의 전 열차가
정차하며, 그 외에 재래선은 규슈 동부권의 각 도시를 묶는 닛포 본선의 기점이다. 고쿠라 역에는 특급 열차도 많이 운행되고 있으며, 신칸센과 특급 열차의 환승역으로서 중요한 역할 기능을 하고 있다. 다른 노선도 포함해 많은 열차가 당역을 기점·종착하는 철도역이다.
1891년에 규슈 철도의 역으로서 개업한 고쿠라 역은 당초엔 현재의 니시고쿠라 역 부근에 있었다. 이후 두번의 이전을 거친 뒤, 현재의 위치로
이전하였다. 1975년에는 산요 신칸센이 개업해 주요 정차역으로 된 후, 1998년에는 현재의 역사 빌딩이 완성되었으며, 동시에 시내 인구가 급증하는
고쿠라미나미 구를 연결하는 북큐슈 모노레일의 노선 연장도 실현되었다. 역 건물 내에 모노레일이 꽂히는 형태로 노선 연장하는 구조 외에는
좀처럼 보기 힘든 광경이다.

## 역 구조
지상 14층 · 지하 3층의 역 건물 내에 있으며, 2층에 재래선 승강장, 4층에 신칸센과 모노레일 승강장이 위치해 있다. 3층에는 콩코스와 개찰구가 있다. 콩코스의 남쪽에는 3·4층에 바람이 빠져나가는 구조로 설계한 뒤, 그 공간에 모노레일이 들어가는 구조로 설계되었다. 남북 각각의 출입구로부터 페드웨이를 두르게 한 뒤 역 내 주요시설과 통하게 한다. 2011년에는 큐슈신칸센의 개통에 맞추어 남쪽 출입구(南口)는 고쿠라 성 출입구(小倉城口), 북쪽 출입구는 신칸센 출입구(新幹線口)로 명칭이 변경되었다.
고쿠라 성 출입구에는 백화점인 코렛트와 연결되는 보도교에 고쿠라 기온 북의 동상이 있다. 신칸센 출입구에는 서일본 종합 전시장, 아시아 태평양 인 포트 마트(AIM)가 역에서 조금 떨어져 있어서, 무빙워크가 설치되어 있다.

### JR큐슈 · 서일본
재래선의 승강장은 섬식 승강장 4면 8선, 신칸센의 승강장은 섬식 승강장 2면 4선이다. 개찰구는 모두 3층에 있어, 재래선은 1층에도 개찰구가 있다. 재래선 홈간의 연결 통로는 1층 개찰구에 통하는 통로와 3층 개찰구에 통하는 통로의 2개로 나눌 수 있고 있다. 신칸센의 통로는 1개뿐이다. 재래선과 신칸센의 환승 개찰구도 설치되고 있다.
그리고 재래선의 가고시마 본선, 닛포 본선은 규슈 여객철도(JR 규슈)의 SUGOCA의 이용 범위에 포함되어 있다.

### 기타큐슈 고속철도
홈은 1면 2선 섬식 승강장이다. 역 건물 내에 남쪽에서 꽂히는 형태로 노선을 연장하고 있으므로, 개찰구는 3층 중앙 광장 한 가운데에 설치되어 있다.
기점이자 종착역이며, 왕복 운전을 한다. 근처에 헤이와도오리 역이 기점인 자취로 고쿠라 - 헤이와도오리 구간은 단선 병렬이 되고 있는 상태이다.

## 타는 곳
| 1     | ■ 닛포 본선     |        | 유쿠하시 · 나카쓰 · 우사 · 오이타 방면                                        | 보통 열차                                       |
| 2     | ■ 히타히코산 선 |        | 다가와고토지 · 소에다 · 히타 방면                                             |                                                 |
|       | ■ 가고시마 본선 | (상행) | 모지 항 방면                                                                  | 보통 열차                                       |
|       | ■ 산요 본선     |        | 시모노세키 방면                                                               |                                                 |
| 3     | ■ 닛포 본선     |        | 유쿠하시 · 나카쓰 · 우사 · 오이타 방면                                        | 보통 열차                                       |
|       | ■ 히타히코산 선 |        | 다가와고토지 · 소에다 · 히타 방면                                             |                                                 |
| 4·5·6 | ■ 가고시마 본선 | (하행) | 오리오 · 하카타 방면                                                          | 특급 열차 · 쾌속 열차 · 준쾌속 열차 · 보통 열차 |
| 7     | ■ 닛포 본선     |        | 오이타 · 미야자키 · 미야자키 공항 방면                                        | 특급 열차                                       |
|       | ■ 가고시마 본선 | (하행) | 오리오 · 하카타 방면                                                          | 쾌속 열차 · 준쾌속 열차 · 보통 열차             |
|       | ■ 가고시마 본선 | (상행) | 모지 항 방면                                                                  | 보통 열차                                       |
|       | ■ 산요 본선     |        | 시모노세키 방면                                                               |                                                 |
| 8     | ■ 가고시마 본선 | (상행) | 모지 항 방면                                                                  | 특급 열차 · 보통 열차                           |
| 11·12 | 산요 신칸센     | (하행) | 하카타 · 구마모토 · 가고시마추오 방면                                         |                                                 |
| 13    | 산요 신칸센     | (상행) | 신야마구치 · 도쿠야마 · 히로시마 · 후쿠야마 · 오카야마 · 신오사카 · 도쿄 방면 |                                                 |
| 14    | 산요 신칸센     | (상행) | 신야마구치 · 도쿠야마 · 히로시마 · 후쿠야마 · 오카야마 · 신오사카 · 도쿄 방면 |                                                 |
|       | 산요 신칸센     | (하행) | 하카타 · 구마모토 · 가고시마추오 방면                                         | 당역 반환 열차                                  |

## 역 주변시설

### 관광 시설
- 고쿠라성
- 기타큐슈 시립 마츠모토 청장 기념관

### 쇼핑 · 상점가
- 리버워크 기타큐슈
- 이즈쓰야 고쿠라 점
- 코렛
- 차차타운 고쿠라
- 아루아루 시티

## 숙박 시설

### 역 내 숙박 시설
- 스테이션 호텔 고쿠라

### 역 외 숙박 시설
- 리가 로얄 호텔
- JR 규슈 호텔
- 고쿠라 도큐인 호텔
- 니시테쓰 호텔
- 도요인 호텔 고쿠라
- 수퍼 호텔 고쿠라미나미구치
- 컴포트 호텔 고쿠라

### 그 외
- 서일본 국제 전시장
- 기타큐슈 국제 회의장
- 아시아 태평양 인 포트 마트
- 기타큐슈 미디어 돔
- 사회보험 고쿠라 기념병원

## 인접 역
| 서일본 여객철도 산요 신칸센 히카리, 코다마, 사쿠라 | 서일본 여객철도 산요 신칸센 히카리, 코다마, 사쿠라 | 서일본 여객철도 산요 신칸센 히카리, 코다마, 사쿠라 |
| -------------------------------------------------- | -------------------------------------------------- | -------------------------------------------------- |
| 신시모노세키 도쿄 방면                             | ■ 산요 신칸센                                      | 하카타 가고시마추오 방면                           |
| 서일본 여객철도 산요 신칸센 노조미, 미즈호         |                                                    |                                                    |
| 신야마구치 도쿄 방면                               | ■ 산요 신칸센                                      | 하카타 가고시마추오 방면                           |
| 큐슈 여객철도 가고시마 본선                        |                                                    |                                                    |
| 모지 모지 항 방면                                  | ■ 쾌속 · 준쾌속 · 보통                             | 니시고쿠라 가고시마 방면                           |
| 큐슈 여객철도 닛포 본선                            |                                                    |                                                    |
| 시·종착역                                          | ■ 쾌속 · 보통                                      | 니시고쿠라 가고시마 중앙 방면                      |
| 기타큐슈 고속철도 고쿠라 선                        |                                                    |                                                    |
| 시·종착역                                          | ■ 기타큐슈 고속철도 고쿠라 선                      | 헤이와도오리 기쿠가오카 방면                       |